# Konsumtionsföreningen Stockholm med omnejd
Konsumtionsföreningen Stockholm med omnejd är en svensk reklamfilm från 1921, i vilken Greta Garbo gjorde en av sina tidigaste roller.

## Rollista i urval
- Greta Garbo
- Lars Hanson